# AACTA International Awards 2021
La 10ª edizione della cerimonia degli AACTA International Awards si è tenuta a il 5 marzo 2021.
Le candidature sono state annunciate il 12 febbraio 2021.

## Vincitori e candidati

### Cinema

#### Miglior film
- Una donna promettente (Promising Young Woman), regia di Emerald Fennell
- The Father - Nulla è come sembra (The Father), regia di Florian Zeller
- Il processo ai Chicago 7 (The Trial of the Chicago 7), regia di Aaron Sorkin
- Minari, regia di Lee Isaac Chung
- Nomadland, regia di Chloé Zhao

#### Miglior regista
- Chloé Zhao - Nomadland
- Pete Docter - Soul
- Emerald Fennell - Una donna promettente (Promising Young Woman)
- David Fincher - Mank
- Aaron Sorkin - Il processo ai Chicago 7 (The Trial of the Chicago 7)

#### Miglior attore protagonista
- Chadwick Boseman - Ma Rainey's Black Bottom
- Riz Ahmed - Sound of Metal
- Adarsh Gourav - La tigre bianca (The White Tiger)
- Anthony Hopkins -  The Father - Nulla è come sembra (The Father)
- Gary Oldman - Mank

#### Miglior attrice protagonista
- Carey Mulligan - Una donna promettente (Promising Young Woman)
- Viola Davis - Ma Rainey's Black Bottom
- Vanessa Kirby - Pieces of a Woman
- Frances McDormand - Nomadland
- Eliza Scanlen - Babyteeth - Tutti i colori di Milla (Babyteeth)

#### Miglior attore non protagonista
- Sacha Baron Cohen - Il processo ai Chicago 7 (The Trial of the Chicago 7)
- Chadwick Boseman - Da 5 Bloods - Come fratelli (Da 5 Bloods)
- Ben Mendelsohn - Babyteeth - Tutti i colori di Milla (Babyteeth)
- Mark Rylance - Il processo ai Chicago 7 (The Trial of the Chicago 7)
- David Strathairn - Nomadland

#### Miglior attrice non protagonista
- Olivia Colman - The Father - Nulla è come sembra (The Father)
- Maria Bakalova - Borat - Seguito di film cinema (Borat Subsequent Moviefilm: Delivery of Prodigious Bribe to American Regime for Make Benefit Once Glorious Nation of Kazakhstan)
- Saoirse Ronan - Ammonite - Sopra un'onda del mare (Ammonite)
- Amanda Seyfried - Mank
- Swankie - Nomadland

#### Miglior sceneggiatura
- Aaron Sorkin - Il processo ai Chicago 7 (The Trial of the Chicago 7)
- Christopher Hampton e Florian Zeller - The Father - Nulla è come sembra (The Father)
- Jack Fincher - Mank
- Chloé Zhao - Nomadland
- Emerald Fennell - Una donna promettente (Promising Young Woman)

### Televisione

#### Migliore serie commedia
- Schitt's Creek
- After Life
- The Great
- Sex Education
- What We Do in the Shadows

#### Migliore serie drammatica
- La regina degli scacchi (The Queen's Gambit)
- The Crown
- I May Destroy You
- The Mandalorian
- Mystery Road

#### Miglior attore in una serie
- Aaron Pedersen - Mystery Road
- Jason Bateman - Ozark
- Hugh Grant - The Undoing - Le verità non dette (The Undoing)
- Dan Levy - Schitt's Creek
- Paul Mescal - Normal People

#### Miglior attrice in una serie
- Anya Taylor-Joy - La regina degli scacchi (The Queen's Gambit)
- Cate Blanchett - Mrs. America
- Daisy Edgar-Jones - Normal People
- Nicole Kidman - The Undoing - Le verità non dette (The Undoing)
- Catherine O'Hara - Schitt's Creek